# Finn Kearns
Finn Kearns (Galway, ...) è un giocatore di football americano irlandese naturalizzato statunitense che gioca come wide receiver per i Ravensburg Razorbacks.